# Баннистер, Мириам
Мириам Спаркс Баннистер (англ. Miriam Sparks Bannister, урожд. Вуази (англ. Voisey); 19 марта 1817 года — 9 апреля 1928 года) — англо-американская долгожительница. На момент смерти являлась вторым старейшим живущим человеком, после Делины Филкинс.

## Биография
Мириам Вуази родилась 19 марта 1817 года в Сидмуте. Вскоре её крестили в Салком-Реджисе, Девон, Англия. Её родителями были Джон и Эстер Вуази. В 1850 году она вышла замуж за подрядчика Джона Бодмана Баннистера в Лондоне. Она переехала в США в 1854 году. Её дочери Роуз и Берта родились в 1855 и 1858 годах. У неё также было два сына: Ферд и Эдвард. Она овдовела в 1878 году. В Сент-Луисе Мириам была членом церкви святого Апостола Филиппа. В старости у неё было плохое зрение от катаракты, что лишило её возможности читать.
В её последние годы к ней часто обращались за советами. «Нынешнее поколение не плохое, просто оно другое, — заявила она в 1925 году, —  Как и всё остальное в мире». Она приписывала своё долголетие и хорошее здоровье простой пище, избеганию переедания и воздержанию от беспокойства. Когда она умерла в своем доме в Сент-Луисе, Миссури, ей было 111 лет и  21 день. Она никогда не была самым старым живым человеком, ибо была жива Делина Филкинс. Незадолго до смерти её поздравил Георг V как  старейшего из ныне живущих британских подданных.

## См.также
- Долгожитель
- Список старейших женщин
- Список старейших людей в мире
- Кэтрин Планкет